# Stefan Telegdy
Stefan Telegdy (* im 20. Jahrhundert) ist ein deutscher Regisseur und Produzent von Werbespots und Spielfilmen.

## Leben
Telegdy trat in den 1980er Jahren als Sänger der Band Inbase in Erscheinung. Die Band veröffentlichte jedoch nur eine Single Christine, die Telegdy unter anderen mit Andreas von Holst, dem Gitarristen der Rockband Die Toten Hosen aufgenommen hat.
Stefan Telegdy begann seine berufliche Laufbahn in der Werbebranche zunächst als Fotograf, später arbeitete er als Werbetexter und gründete bald mit Partnern eine eigene Agentur. Zudem beschäftigte er sich für die Havas mit dem Aufbau eines europäischen Kreativnetzwerkes. Als damaliger Inhaber der Multimedia-Agentur WYSIWYG und CCO von Rempen & Partner war er an der Entwicklung und Einführung des weltweit ersten online Magazins Spiegel Online beteiligt.
Seit Mitte der 1990er Jahre führt er selbst Regie und wurde für seine Werbespots mehrfach ausgezeichnet. Für die Band Die Toten Hosen drehte Telegdy 1999 das Musikvideo zu Schön sein vom Album Unsterblich. 1996 gründete Telegdy zusammen mit Helmut Hartl die Münchner Embassy of Dreams Filmproduktions GmbH und führte unter anderem Regie bei Werbefilmen für Beck’s, Warsteiner, C&A, Vodafone und Braun.
Zudem ist er seit 2003 neben Hartl und Bettina Brokemper Gesellschafter des Kölner Unternehmens Heimatfilm. Der Name entstand aus dem Wunsch „Spielfilmen eine Heimat zu geben“. Das Unternehmen produzierte unter anderen 2006 den mit dem Gläserneren Bären gekrönte schwedische Jugendfilm Sweet Mud, 2008 den mehrfach ausgezeichneten israelischen Film Lemon Tree, den türkischen Spielfilm Bal – Honig, der bei der Berlinale 2010 mit dem Goldenen Bären ausgezeichnet und den Film Hannah Arendt, der 2012 mit dem Bayerischen Filmpreis ausgezeichnet und 2013 für den deutschen Filmpreis nominiert wurde.
Mit der von ihm gegründeten Agentur Nerd Communications (2007; erst Nerdfilms) arbeitet er aktuell „jenseits des klassischen Werbefilms“ für Kunden wie Triumph, P&G, Osram und DDB.